# Michael Laughlin
Pour les articles homonymes, voir Laughlin.
Michael Laughlin est un réalisateur, producteur et scénariste américain né en Illinois le 28 novembre 1938 et mort à Honolulu le 20 octobre 2021. Il est marié avec l'actrice Leslie Caron de 1969 à 1980.

## Filmographie

### Cinéma
Scénariste
- 1981 : Strange Behavior (en)
- 1983 : Les envahisseurs sont parmi nous
- 1986 : Mesmerized
- 1991 : Shang Hai yi jiu er ling
- 2001 : Potins mondains et Amnésies partielles

Producteur
- 1967 : Les Chuchoteurs
- 1968 : Joanna
- 1971 : Macadam à deux voies
- 1971 : Dusty and Sweets McGee (en) de Floyd Mutrux
- 1971 : The Christian Licorice Store (en)
- 1971 : Chandler
- 1978 : Nicole (en)

Réalisateur
- 1981 : Strange Behavior (en)
- 1983 : Les envahisseurs sont parmi nous
- 1986 : Mesmerized

## Récompenses et distinctions
Nominations
- Saturn Award :
  - Saturn Award du meilleur scénario 1984 (Les envahisseurs sont parmi nous)
- Festival international du film fantastique d'Avoriaz :
  - Nommé au Grand Prix 1984 (Les envahisseurs sont parmi nous)